# Realgaar
Het mineraal realgaar is een arseen-sulfide met de chemische formule AsS.

## Eigenschappen
Het doorzichtige tot doorschijnende oranjegele of aurorarode tot donkerrode realgaar heeft een submetallische glans, een oranje streepkleur en de splijting is goed volgens het kristalvlak [010]. Realgaar heeft een gemiddelde dichtheid van 3,56 en de hardheid is 1,5 tot 2. Het kristalstelsel is monoklien en het mineraal is niet radioactief. Het komt in de natuur voor als korrels en als goed ontwikkelde kristallen. Realgaar lijkt op cinnaber, maar is zachter en lichter. Het zeer giftige mineraal werd vroeger gebruikt in de geneeskunde, leerlooierij en de glasbereiding en tegenwoordig bij het maken van vuurwerk en pesticiden.

## Naamgeving
De naam van het mineraal realgaar is afgeleid van de Arabische woorden rahj al ghar, dat "mijnpoeder" betekent; dit omdat het een mineraal was dat in de zilvermijnen werd aangetroffen.

## Voorkomen
Realgaar is een algemeen voorkomend mineraal in hydrothermale arseen-antimoon-ertsen. Hier wordt realgaar (70% arseen) gevormd door de ontleding van andere arseenhoudende mineralen, zoals arsenopyriet. De typelocatie is de Zarshuran mijn, Azarbayjan-e Khavari, Takab (Takan Tepe), Iran. Het mineraal wordt verder gevonden in Duranus, Alpes-Maritimes, Frankrijk, in de provincie Hunan het huidige China en in Allchar, Roszdan, Noord-Macedonië.

## Toepassing
Realgaar werd gebruikt als rood pigment en was ook bekend als "robijnzwavel" of "rood zwavelarsenicum". Het werd ook gebruikt voor het ontharen van huiden. In vuurwerk wordt het gebruikt om een witte kleur te verkrijgen. Chinezen mengden het met rijstwijn tot realgaarwijn.

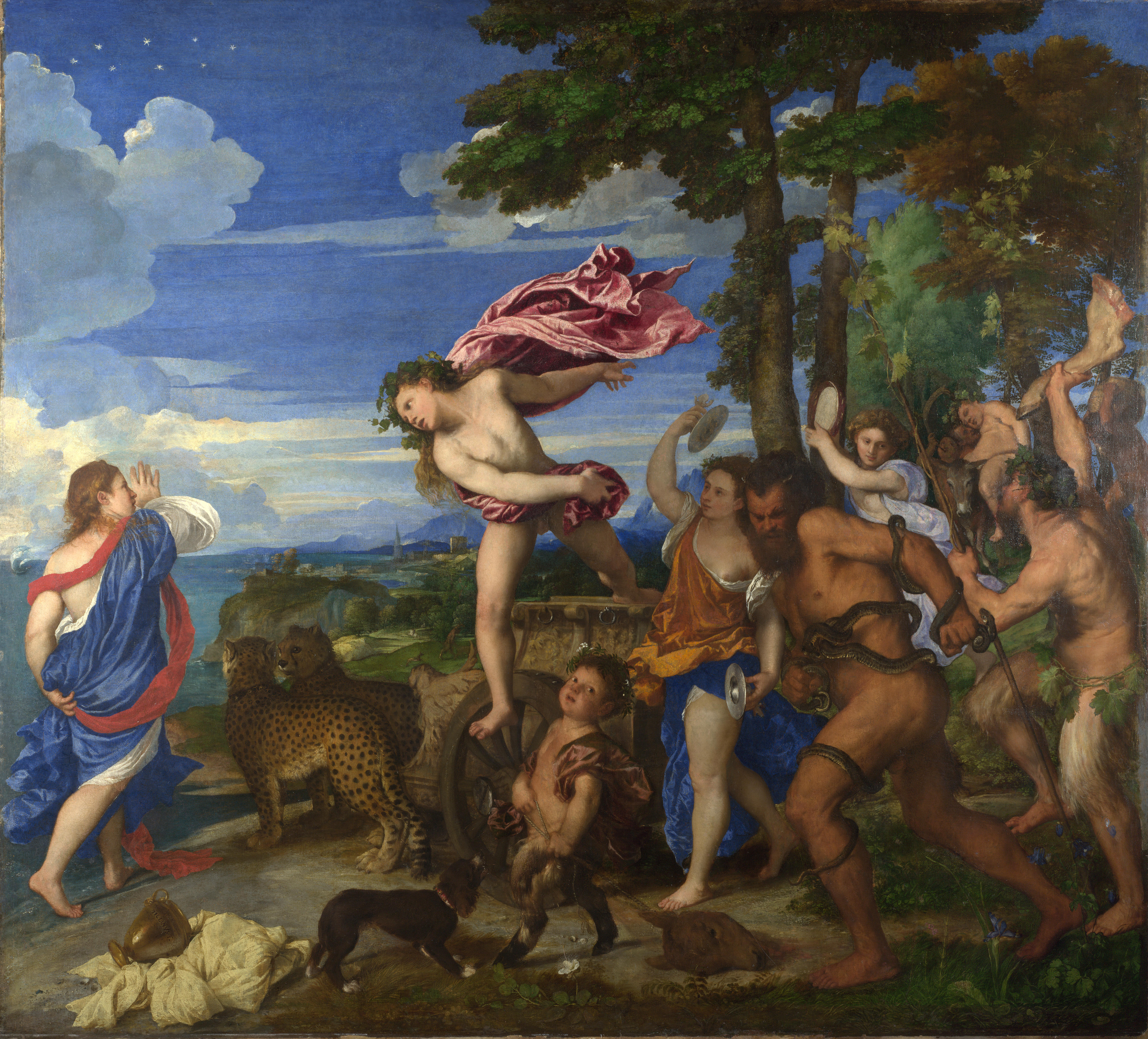
Het oranje kledingstuk van de bacchante in Titiaans Bacchus en Ariadne is in realgaar

Als pigment werd realgaar al gebruikt in het Oude Egypte. Het pigment werd verkregen door het kristal te verpulveren wat gezien de taaie structuur ervan niet eenvoudig was. Daarbij veranderde de kleur van rood in oranje. Het werd minder toegepast dan het verwante orpiment. In het Grieks heette het Σανδαραχη, sandarachè, waarvan het Latijn sandaracha of sandaraca is afgeleid, een term die voorkomt bij Plinius de Oudere en Vitruvius. Die naam werd echter door andere auteurs gebruikt voor vermiljoen, rode oker en ijzer- en loodmenie. In de middeleeuwen werd realgaar gebruikt voor het illustreren van manuscripten en stond het bekend onder de Franse naam réalgar. In de alchemie vormde realgaar samen met orpiment de "Twee Koningen". In de Renaissance werd het uit Azië geïmporteerd door Venetië en Venetiaanse schilders zoals Titiaan gebruikten het pigment relatief vaak. Het leverde ook de oranje kleur voor Nederlandse bloemstukken. In de achttiende eeuw werd het gebruikt in pastel. Het werd synthetisch gefabriceerd door verhitting van orpiment tot boven de 150 °C — dan werd het "gebrand orpiment" genoemd — of door sublimatie van arsenicum met zwavel. Realgaar was tot de negentiende eeuw het enige bekende fel oranje pigment. Na die eeuw nam het gebruik snel af. In 1980 werd ontdekt dat realgaar onder invloed van licht kan worden omgezet in het gelere pararealgaar.
Als pigment is realgaar relatief lichtecht, afgezien van de bovenstaande omzetting in pararealgaar, een polymorf. Het verkleurt echter in reactie met koperhoudende en loodhoudende pigmenten. Het kan ook leiden tot een vroegtijdig craquelé van de olieverflaag. Het is niet geschikt voor fresco. Het is zeer giftig en ieder contact met het pigment moet vermeden worden. In de Colour Index deelt het het PY 39 nummer met orpiment.